# Himalaphantes azumiensis
Himalaphantes azumiensis är en spindelart som först beskrevs av Ryoji Oi 1979.  Himalaphantes azumiensis ingår i släktet Himalaphantes och familjen täckvävarspindlar. Inga underarter finns listade i Catalogue of Life.